# ۱۲۴۷ (قمری)
۱۲۴۷ (قمری)، هزار و دویست و چهل و هفتمین سال در گاهشماری هجری قمری است. اول محرم این سال برابر با دوازدهم ژوئن سال ۱۸۳۱ میلادی است.